# وادي السدر
وادي السدر هو مجرى مائي موسمي ، أو وادي ، في جبال الحجر في الفجيرة ، الإمارات العربية المتحدة . يمتد من ملتقى وادي اعسمه بوادي فارا في الاتجاه الشمالي الشرقي إلى قرية وادي السدر، حيث يسدها سد وادي السدر، الذي تم بناؤه عام 2001.
يأخذ الوادي اسمه من شجرة السدر، المنتشرة في جبال الحجر، حيث تعتبر ذات أهمية بسبب العسل المنتج من أزهارها.  وهي منطقة زراعية خصبة تعتبر موطن لأفراد قبيلة المزاريع .  وهي وجهة مشهورة للمشي لمسافات طويلة. 

## الفيضانات
على الرغم من أن جميع أودية جبل الحجر معرضة للفيضانات المفاجئة ، إلا أن وادي السدر هو كذلك بشكل استثنائي ويشار إليه على أنه صاحب أعلى احتمالية للفيضانات السريعة (إلى جانب عين الفايضة في جبل حفيت ) في الإمارات.  وادي سدر هو أيضا المجرى المائي معصاحبقصى قدر من الفيضانات في الإمارات. 
من الناحية الجيولوجية ، يمر وادي سدر من مناطق الصخور الرسوبية عبر صخور جبروية متحولة ومتغيرة. 

## الصور

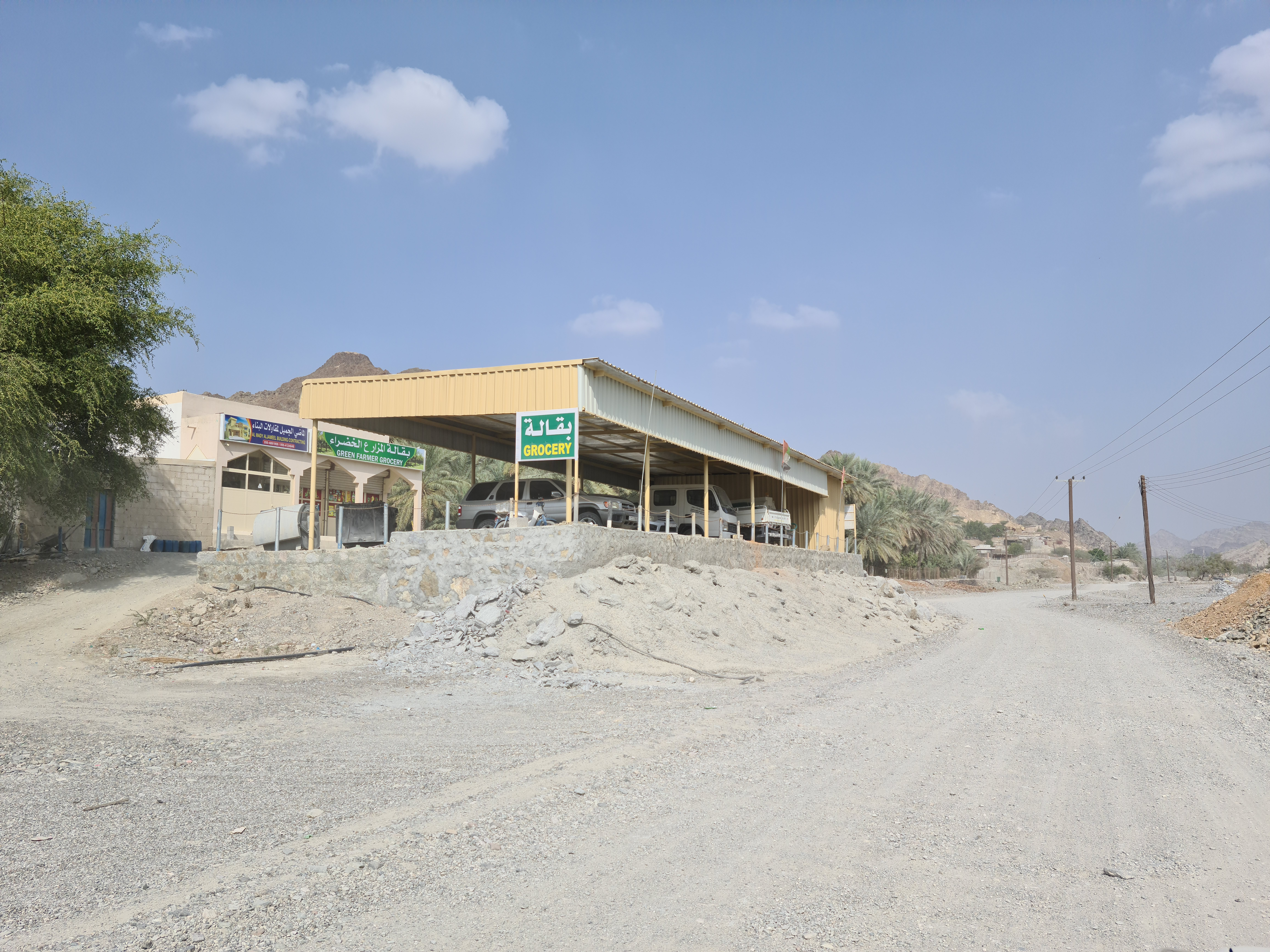
بقالة وادي سدر المنفردة
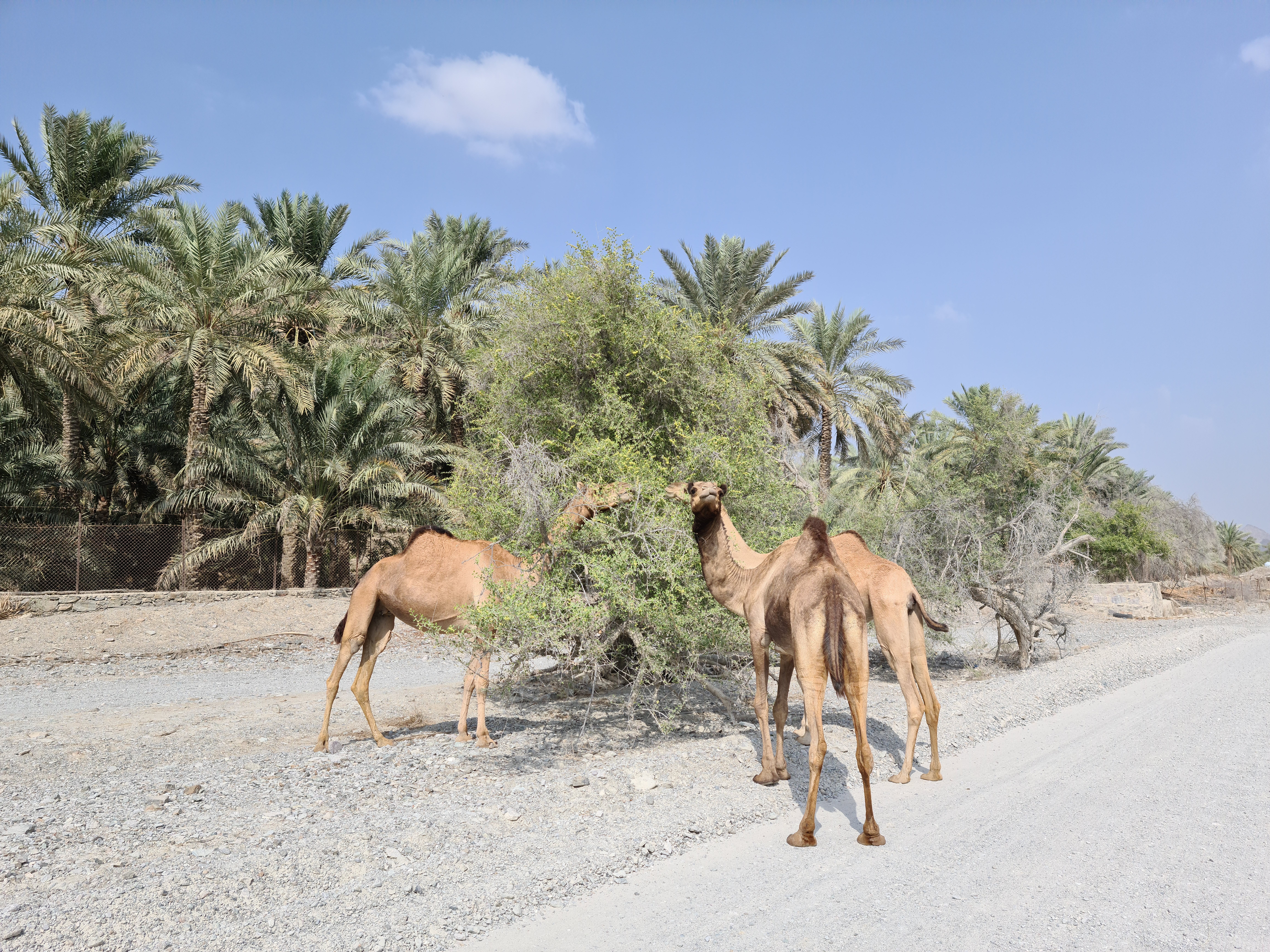
الإبل تتغذى على غاف بوادي سدر
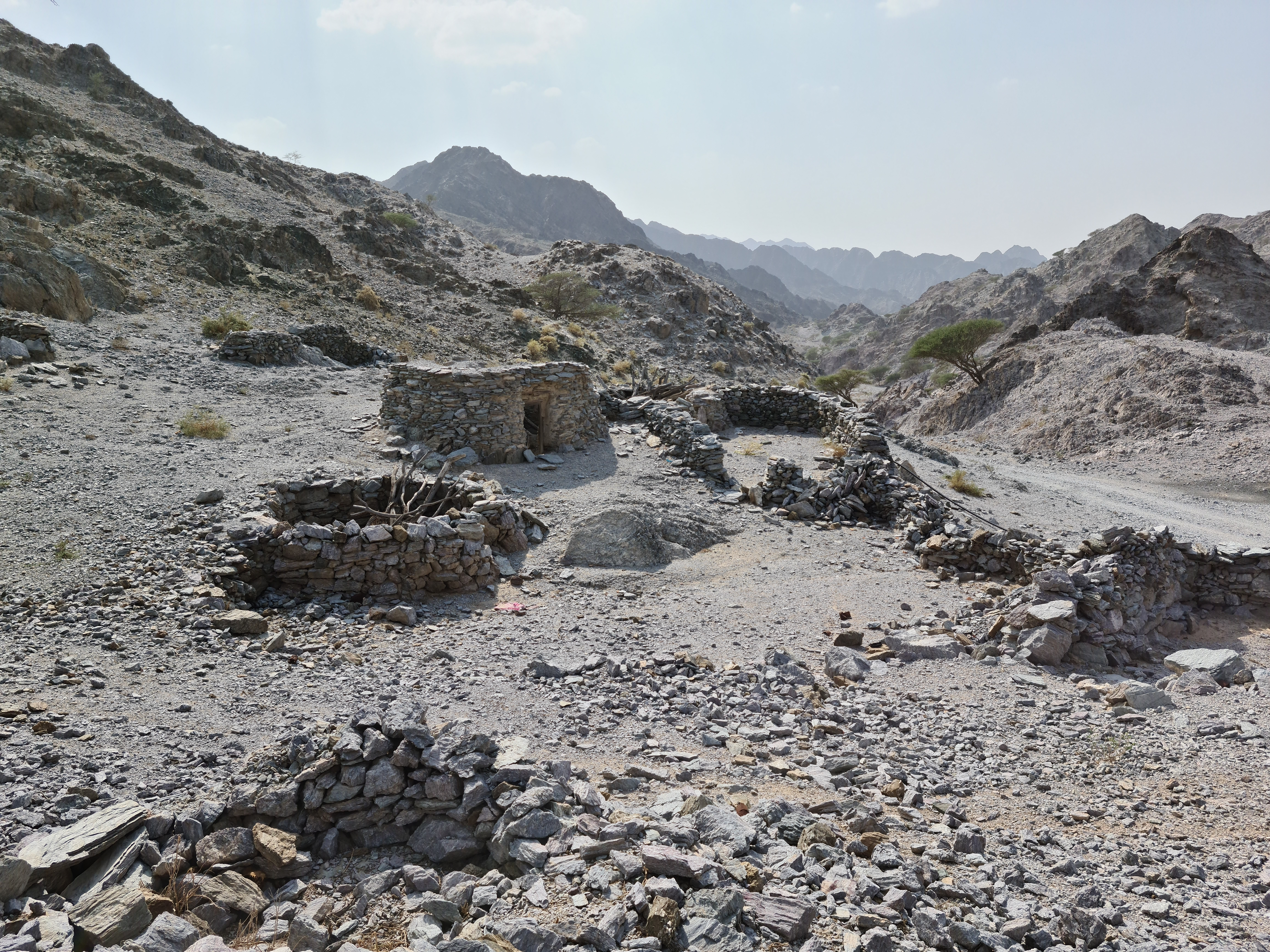
قرية مهجورة مقابل وادي سدر
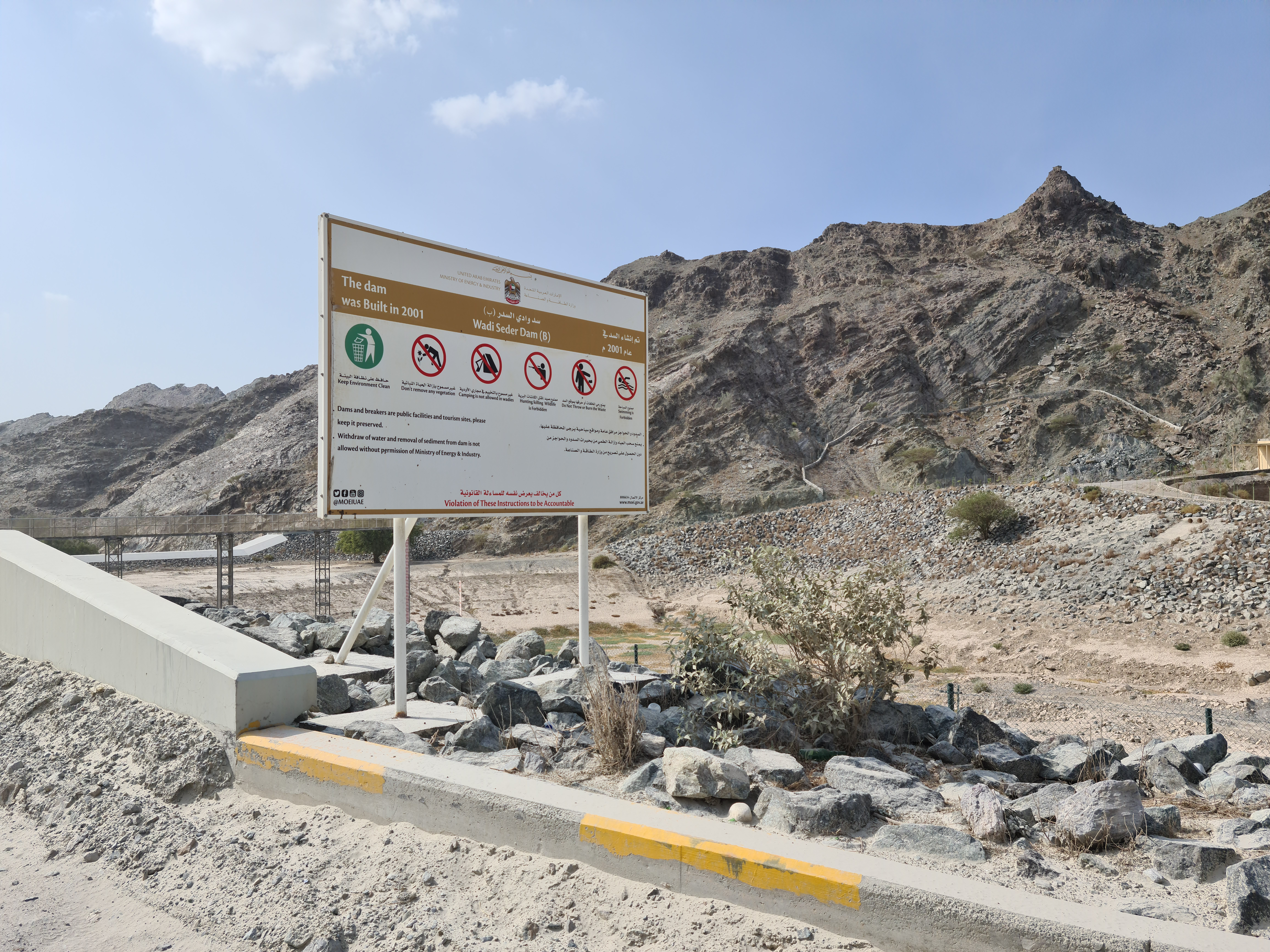
سد وادي سدر ، أنشئ عام 2001
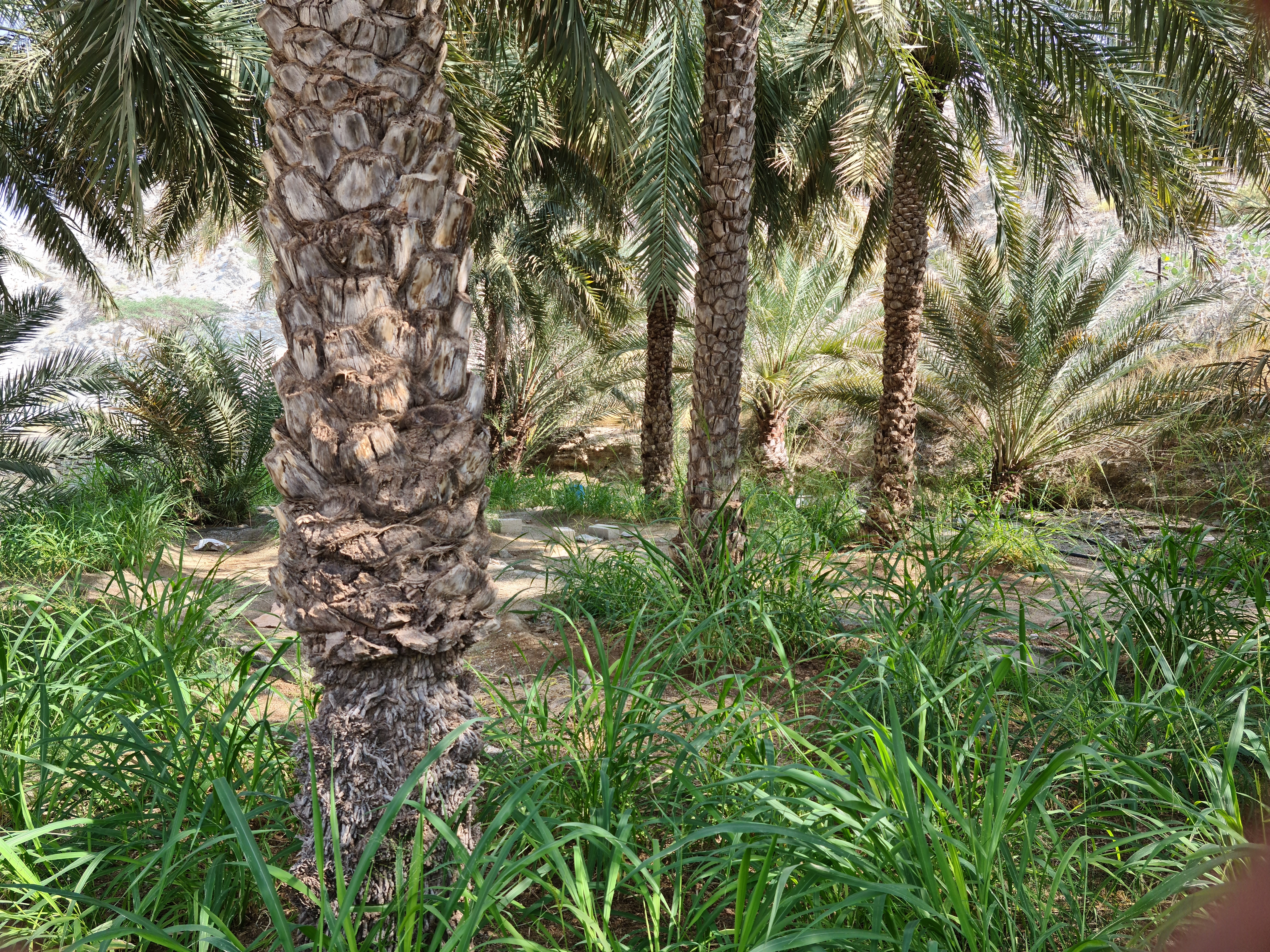
بستان تمر في وادي سدر